# Udo Kier
Udo Kierspe (Colonia; 14 de octubre de 1944), conocido como Udo Kier, es un actor de cine, televisión y de voz alemán, conocido principalmente por su trabajo en películas de terror y exploitation.

## Biografía
El hospital donde nació fue bombardeado por las fuerzas aliadas momentos después de que su madre diera a luz, y ella y el recién nacido tuvieron que ser rescatados de entre los escombros. No conoció a su padre. En 1962, a la edad de 18 años, Kier se mudó al Reino Unido para aprender inglés.

## Trayectoria
En 1966, fue elegido para el papel protagonista en la película Road to St. Tropez. Amigo desde la adolescencia del director de cine Rainer Werner Fassbinder, no empezó a trabajar con él hasta 1979 cuando ya era un actor conocido, en La tercera generación. Fue Paul Morrissey quien lanzó su carrera artística con el díptico de películas sobre esos clásicos del terror: Carne para Frankenstein y Sangre para Drácula (1974), producidas por Andy Warhol, dando lugar a varias películas de terror de serie B, incluidas luego varias de vampiros como Blade (1998), Revenant: Vampiros Modernos (1998) y La sombra del vampiro (2000), encarnando tanto vampiros como humanos. Ha aparecido en todas las películas de Lars von Trier desde Epidemic en 1987 (a excepción de Los idiotas, El jefe de todo esto y Anticristo) además de ser el padrino de la hija de Trier, Agnes.
Conocido por sus apariciones en películas como Barb Wire, con Pamela Anderson, como el médico de la NASA en Armageddon y como Ralphie en la película Johnny Mnemonic. Ha trabajado frecuentemente con el director Christoph Schlingensief y en 1991 tuvo un papel destacado en la película Mi Idaho privado de Gus Van Sant, su primera película en los Estados Unidos. Fue cuando le descubrió Madonna, admiradora de la película, que le fichó para que apareciera en su polémico libro ilustrado Sex (1992), así como en el videoclip de su éxito "Deeper and Deeper" del álbum Erotica. Kier apareció también en el vídeo musical de la banda Korn Make Me Bad junto con Brigitte Nielsen, interpretando a un científico militar que realiza extraños experimentos en sus pacientes (los miembros de la banda). 
También figura como el vidente Yuri en el videojuego Command & Conquer: Red Alert 2 y su secuela Yuri's Revenge, además de doblar al Professor Pericles en Scooby-Doo! Mystery Incorporated.
Fue dos veces miembro del jurado del Festival Internacional de Cine de Locarno, en 2004 y 2015.
Jeremy Jozsef Pierre Fekete realizó un documental sobre su vida titulado Me-Udo, para el Canal Arte que lo difundió en 2012.

## Filmografía
| Año  | Título | Personaje                         | Título original                                            | Director                                     |
| ---- | --- | --------------------------------- | ---------------------------------------------------------- | -------------------------------------------- |
| 2025 | The Secret Agent                                                                                               | Hans                              |                                                            | Kleber Mendonça Filho                        |
| 2021 | The Blazing World                                                                                              | Lained                            |                                                            | Carlson Young                                |
| 2021 | Swan Song | Pat Pitsenbarger                  |                                                            | Todd Stephens                                |
| 2019 | El pájaro pintado                                                                                              | Miller                            |                                                            | Václav Marhoul                               |
| 2019 | La fiera y la fiesta                                                                                           | Henry                             |                                                            | Laura Amelia Guzmán e Israel Cárdenas        |
| 2019 | Bacurau | Michael                           |                                                            | Kleber Mendonça Filho y Juliano Dornelles    |
| 2018 | Dragged Across Concrete                                                                                        | Friedrich                         |                                                            | S. Craig Zahler                              |
| 2018 | Don't Worry, He Won't Get Far on Foot                                                                          | George                            |                                                            | Gus Van Sant                                 |
| 2018 | American Animals                                                                                               | Mr. Van Der Hoek                  |                                                            | Bart Layton                                  |
| 2017 | Brawl in Cell Block 99                                                                                         | The Placid Man                    |                                                            | S. Craig Zahler                              |
| 2013 | Nymphomaniac                                                                                                   | El camarero                       |                                                            | Lars von Trier                               |
| 2012 | Iron Sky | Wolfgang Kortzfleisch             |                                                            | Timo Vuorensola                              |
| 2011 | Night of the Templar                                                                                           | Padre Paul                        |                                                            | Paul Sampson                                 |
| 2011 | Keyhole |                                   |                                                            | Guy Maddin                                   |
| 2011 | Die Blutgräfin                                                                                                 |                                   |                                                            | Ulrike Ottinger                              |
| 2011 | Melancholia | Planificador de la boda           |                                                            | Lars Von Trier                               |
| 2011 | Los Borgias | Inocencio VIII                    |                                                            | Tom Fontana                                  |
| 2010 | Life is too long                                                                                               | Tabatabai                         | Das Leben ist zu lang                                      | Dani Levy                                    |
| 2010 | Chuck | Otto Van Vogel                    |                                                            |                                              |
| 2009 | House of Boys                                                                                                  | Madame                            |                                                            | Jean-Claude Schlim                           |
| 2009 | Soul Kitchen Cocina del alma - Argentina                                                                       | Herr Jung                         | Soul Kitchen                                               | Fatih Akin                                   |
| 2009 | My Son, My Son, What Have Ye Done                                                                              | Lee Meyers                        |                                                            | Werner Herzog                                |
| 2009 | Metropia | Ivan Bahn (voz)                   |                                                            | Tarik Saleh                                  |
| 2009 | Lulu and Jimi                                                                                                  | Schultz                           | Lulu und Jimi                                              | Oskar Roehler                                |
| 2008 | 1½ Knights -- In Search of the Ravishing Princess Herzelinde                                                   | Luipold Trumpf                    | 1 ½ Ritter: Auf der Suche nach der hinreißenden Herzelinde | Til Schweiger Torsten Künstler Christof Wahl |
| 2008 | Far Cry | Dr. Lucas Krieger                 |                                                            | Uwe Boll                                     |
| 2007 | Tell | Hermann Gessler                   |                                                            | Mike Eschmann                                |
| 2007 | La madre del mal - España La madre de las lágrimas - Argentina                                                 | Padre Johannes                    | La terza madre                                             | Dario Argento                                |
| 2007 | Halloween: el origen - España Halloween: El inicio - México, Venezuela Halloween, el comienzo - Argentina      | Morgan Walker                     | Halloween                                                  | Rob Zombie                                   |
| 2007 | Pars: Kiraz operasyonu                                                                                         | Klaus Kayman                      |                                                            | Osman Sinav                                  |
| 2007 | Grindhouse | Franz Hess                        |                                                            | parte dirigida por Rob Zombie                |
| 2007 | Fall Down Dead                                                                                                 | Asesino de Picasso / Aaron Garvey |                                                            | Jon Keeyes                                   |
| 2006 | Holly | Klaus                             |                                                            | Guy Moshe                                    |
| 2006 | Pray for Morning                                                                                               | Edouard Leopold Edu               |                                                            | Cartney Wearn                                |
| 2006 | Crusade in Jeans                                                                                               | Dr. Lawerence                     | Kruistocht in spijkerbroek                                 | Ben Sombogaart                               |
| 2005 | El fin del mundo en 35mm (Masters of Horror Series) (TV)                                                       | Bellinger                         | Cigarette Burns, de John Carpenter "Masters of Horror"     |                                              |
| 2005 | BloodRayne BloodRayne - Venganza de sangre - Argentina                                                         | Monje Regal                       |                                                            | Uwe Boll                                     |
| 2005 | Niños de cera                                                                                                  | P.                                | Children of Wax                                            | Ivan Nitchev                                 |
| 2005 | Headspace: El rostro del mal                                                                                   | Rev. Karl Hartman                 | Headspace                                                  | Andrew van den Houten                        |
| 2005 | Manderlay | Mr. Kirspe                        |                                                            | Lars von Trier                               |
| 2005 | One More Round                                                                                                 | Lance Wallace                     |                                                            | Stephen Sepher                               |
| 2005 | Wit's End | El extraño                        |                                                            | Gary Don Rhodes                              |
| 2004 | Sobreviviendo a la Navidad                                                                                     | Heinrich                          | Surviving Christmas                                        | Mike Mitchell                                |
| 2004 | Dracula 3000                                                                                                   | Capt. Varna                       |                                                            | Darrell Roodt                                |
| 2004 | El ojo de Lucifer - Argentina                                                                                  | George                            | Evil Eyes                                                  | Mark Atkins                                  |
| 2004 | Modigliani | Max Jacob                         |                                                            | Mick Davis                                   |
| 2004 | 30 días antes que sea famosa - Argentina (TV)                                                                  | Barry Davis                       | 30 Days Until I'm Famous                                   | Gabriela Tagliavini                          |
| 2004 | Jargo | Jargos Vater                      |                                                            | Maria Solrun                                 |
| 2004 | Sawtooth | Reverendo Cain                    |                                                            | Andreas Kidess                               |
| 2004 | Paranoia 1.0                                                                                                   | Derrick                           | One Point O                                                | Jeff Renfroe, Marteinn Thorsson              |
| 2003 | Gate to Heaven La puerta del paraíso - Argentina                                                               | Joachim Nowak                     | Tor zum Himmel                                             | Veit Helmer                                  |
| 2003 | Dogville | El hombre del abrigo              |                                                            | Lars von Trier                               |
| 2003 | Love Object Nikki: El juguete diabólico - México                                                               | Radley                            |                                                            | Robert Parigi                                |
| 2003 | Montewood Hollyverità                                                                                          | Erich Mühsam                      |                                                            | Una Szeemann                                 |
| 2002 | Pigs Will Fly                                                                                                  | Tío Max                           |                                                            | Eoin Moore                                   |
| 2002 | Mrs Meitlemeihr                                                                                                | Mrs. Meitlemeihr                  |                                                            | Graham Rose                                  |
| 2002 | MiedoPuntoCom - España Miedo.punto.com - Hispanoamérica                                                        | Polidori                          | FeardotCom                                                 | William Malone                               |
| 2002 | Broken Cookies                                                                                                 |                                   |                                                            | Udo Kier                                     |
| 2001 | Auf Herz und Nieren                                                                                            | Doc                               |                                                            | Thomas Jahn                                  |
| 2001 | All the Queen's Men                                                                                            | General Landssdorf                |                                                            | Stefan Ruzowitzky                            |
| 2001 | Revelación | The Grand Master                  | Revelation                                                 | Stuart Urban                                 |
| 2001 | Mejido - Argentina El Código Omega 2                                                                           | El Guardián                       | Megiddo: The Omega Code 2                                  | Brian Trenchard-Smith                        |
| 2001 | Invencible La leyenda del invencible - México                                                                  | Conde Helldorf                    | Invincible                                                 | Werner Herzog                                |
| 2001 | Double Deception                                                                                               | Vincent                           |                                                            | Shundo Ohkawa                                |
| 2001 | Situación crítica Masa crítica - Argentina                                                                     | Samson                            | Critical Mass                                              | Fred Olen Ray                                |
| 2001 | El último minuto                                                                                               | Nazi Fashion Shooter              | The Last Minute                                            | Stephen Norrington                           |
| 2001 | Die Gottesanbeterin                                                                                            | Julius Quellenreich               |                                                            | Paul Harather                                |
| 2000 | Doomsdayer | Max Gast                          |                                                            | Michael J. Sarna                             |
| 2000 | Sólo una noche                                                                                                 | Walter Lert                       | Just One Night                                             | Alan Jacobs                                  |
| 2000 | Bailarina en la oscuridad - Argentina Bailar en la oscuridad - España                                          | Dr. Porkorny                      | Dancer in the Dark                                         | Lars von Trier                               |
| 2000 | La sombra del vampiro                                                                                          | Albin Grau                        | Shadow of the Vampire                                      | E. Elias Merhige                             |
| 2000 | Injusta condena                                                                                                | George Kessler                    | Red Letters                                                | Bradley Battersby                            |
| 1999 | El día final - Hispanoamérica El fin de los días - España                                                      | Head Priest                       | End of Days                                                | Peter Hyams                                  |
| 1999 | Pinocho y Geppetto - España Las aventuras de Pinocchio - Argentina Las nuevas aventuras de Pinocho - Venezuela | Madame Flambeau/ Lorenzini        | The New Adventures of Pinocchio                            | Michael Anderson                             |
| 1999 | Unter den Palmen                                                                                               | Ludwig                            |                                                            | Miriam Kruishoop                             |
| 1999 | The Debtors |                                   |                                                            | Evi Quaid                                    |
| 1999 | Juegos de espías                                                                                               | Ivan Bliniak                      | History Is Made at Night                                   | Ilkka Järvi-Laturi                           |
| 1999 | Possessed | Vincent Monreau                   | Besat                                                      | Anders Rønnow Klarlund                       |
| 1998 | Killer Deal | Dr. Roland Parker                 |                                                            | Clay Borris                                  |
| 1998 | Hielo (TV) | Dr. Norman Kistler                | Ice                                                        | Jean De Segonzac                             |
| 1998 | Blade Blade, cazador de vampiros - Argentina                                                                   | Dragonetti                        |                                                            | Stephen Norrington                           |
| 1998 | Armageddon Armagedón - Venezuela                                                                               | Psicólogo                         |                                                            | Michael Bay                                  |
| 1998 | Revenant: Vampiros Modernos                                                                                    | Vincent                           | Modern Vampires                                            | Richard Elfman                               |
| 1997 | Riget II - El reino II (miniserie TV)                                                                          | Lillebror / Aage Krüger           | The Kingdom II                                             | Lars von Trier, Morten Arnfred               |
| 1997 | Las aventuras del príncipe Valiente El príncipe Valiente - Argentina, Venezuela                                | Sligon                            | Prince Valiant                                             | Anthony Hickox                               |
| 1997 | El final de la violencia                                                                                       | Zoltan Kovacs                     | The End of Violence                                        | Wim Wenders                                  |
| 1997 | Betty | Vincent Lord                      |                                                            | Richard Murphy                               |
| 1996 | Pinocho, la leyenda                                                                                            | Lorenzini                         | The Adventures of Pinocchio                                | Steve Barron                                 |
| 1996 | Rompiendo las olas Contra viento y marea - Argentina                                                           | Marinero sádico                   | Breaking the Waves                                         | Lars von Trier                               |
| 1996 | Barb Wire | Curly                             |                                                            | David Hogan                                  |
| 1996 | United Trash                                                                                                   | UNO-General Werner Brenner        |                                                            | Christoph Schlingensief                      |
| 1996 | A Trick of Light                                                                                               | Max Skladanowsky                  | ie Gebrüder Skladanowsky                                   | Wim Wenders                                  |
| 1996 | Nur über meine Leiche                                                                                          | Asesino                           |                                                            | Rainer Matsutani                             |
| 1996 | Johnny Mnemonic Fuera de control - Argentina                                                                   | Ralfi                             | Johnny Mnemonic                                            | Robert Longo                                 |
| 1996 | Ausgestorben                                                                                                   | York Cortex                       |                                                            | Michael Pohl                                 |
| 1994 | El reino | Age Krüger                        | The Kingdom                                                | Lars von Trier, Morten Arnfred               |
| 1994 | Rotwang muß weg!                                                                                               | Arthur Eigenrauch                 |                                                            | Hans-Christoph Blumenberg                    |
| 1994 | Ace Ventura, un detective diferente                                                                            | Ron Camp                          | Ace Ventura: Pet Detective                                 | Tom Shadyac                                  |
| 1994 | Terror 2000 - Intensivstation Deutschland                                                                      | Jablo                             |                                                            | Christoph Schlingensief                      |
| 1993 | Josh y Sam | Mánager del Salón                 | Josh and S.A.M.                                            | Billy Weber                                  |
| 1993 | Testigo bajo sospecha                                                                                          | Giles Marquette                   | Jack Reed: Badge of Honor                                  | Kevin Connor                                 |
| 1993 | Conserje a su medida - España Por amor o por dinero - Argentina                                                | Mr. Himmelman                     | For Love Or Money                                          | Barry Sonnenfeld                             |
| 1993 | Ellas también se deprimen - España Las mujeres también se ponen tristes - Argentina                            | Director Comercial                | Even Cowgirls Get the Blues                                | Gus Van Sant                                 |
| 1991 | Mi Idaho privado - España Idaho: El camino de mis sueños - México Mi mundo privado - Argentina                 | Hans                              | My Own Private Idaho                                       | Gus Van Sant                                 |
| 1991 | Europa | Lawrence Hartman                  |                                                            | Lars von Trier                               |
| 1989 | 100 Jahre Adolf Hitler Die letzte Stunde im Führerbunker                                                       | Adolf Hitler                      |                                                            | Christoph Schlingensief                      |
| 1988 | Medea (TV) | Jason                             |                                                            | Lars von Trier                               |
| 1987 | Epidemic | Él mismo                          |                                                            | Lars von Trier                               |
| 1986 | Egomania - Insel ohne Hoffnung                                                                                 | Barón Tante Teufel                |                                                            | Christoph Schlingensief                      |
| 1985 | Verführung: Die grausame Frau                                                                                  | Gregor                            |                                                            | Elfi Mikesch, Monika Treut                   |
| 1985 | Der Unbesiegbare                                                                                               | Argon                             |                                                            | Gusztáv Hámos                                |
| 1983 | Pankow '95 | J.W.A. Zart                       |                                                            | Gábor Altorjay                               |
| 1981 | El Dr. Jekyll y las mujeres                                                                                    | Dr.Henry Jekyll                   | Docteur Jekyll et les femmes                               | Walerian Borowczyk                           |
| 1980 | Berlin Alexanderplatz                                                                                          | Hombre joven en el bar            |                                                            | Rainer Werner Fassbinder                     |
| 1980 | Nárcisz és Psziché                                                                                             | Nárcisz - Laci Tóth               |                                                            | Gábor Bódy                                   |
| 1980 | Los amantes de Lulú                                                                                            | Jack el Destripador               | Lulu                                                       | Walerian Borowczyk                           |
| 1979 | La tercera generación                                                                                          | Edgar Gast                        | Die dritte Generation                                      | Rainer Werner Fassbinder                     |
| 1979 | Hungarian Rhapsody                                                                                             | Poór                              | Magyar rapszódia                                           | Miklós Jancsó                                |
| 1977 | Suspiria Alarido - México                                                                                      | Dr. Frank Mandel                  |                                                            | Dario Argento                                |
| 1976 | Spermula | Werner                            |                                                            | Charles Matton                               |
| 1976 | La casa de la colina de paja                                                                                   | Paul Martin                       | Exposé The House on Straw Hill                             | James Kenelm Clarke                          |
| 1975 | Al último grito                                                                                                | Raimund                           | Der Letzte Schrei                                          | Robert van Ackeren                           |
| 1975 | Historia de O                                                                                                  | Rene                              | Histoire d'O                                               | Just Jaeckin                                 |
| 1974 | Sangre para Drácula                                                                                            | Conde Drácula                     | Blood for Dracula Andy Warhol's Dracula                    | Paul Morrissey                               |
| 1973 | Carne para Frankenstein                                                                                        | Baron Frankenstein                | Flesh for Frankenstein Andy Warhol's Frankenstein          | Paul Morrissey                               |
| 1972 | El contacto de Salzburgo                                                                                       | Anton                             | The Salzburg Connection                                    | Lee H. Katzin                                |
| 1971 | Oi erotomaneis                                                                                                 | Tonis Theodorou                   |                                                            | Omiros Efstratiadis                          |
| 1970 | Proklisis | Angelos                           |                                                            | Omiros Efstratiadis                          |
| 1970 | Las torturas de la Inquisición                                                                                 | Conde Christian von Meruh         | Hexen bis aufs Blut gequält                                | Michael Armstrong, Adrian Hoven              |
| 1969 | La stagione dei sensi                                                                                          | Luca                              |                                                            | Massimo Franciosa                            |

### Videojuegos
- Call of Duty World War 2 (2017)
- Command & Conquer: Yuri's Revenge (2001)
- Command & Conquer: Red Alert 2 (2000)